# 아우토반 25호선
아우토반 25호선(Bundesautobahn 25, BAB 25, A 25)은 함부르크와 게스닥트를 연결하는 아우토반 노선으로, 총 연장은 14 km이다.

## 주요 접촉 도로
- 아우토반 1호선
- 아우토반 21호선

## 갤러리

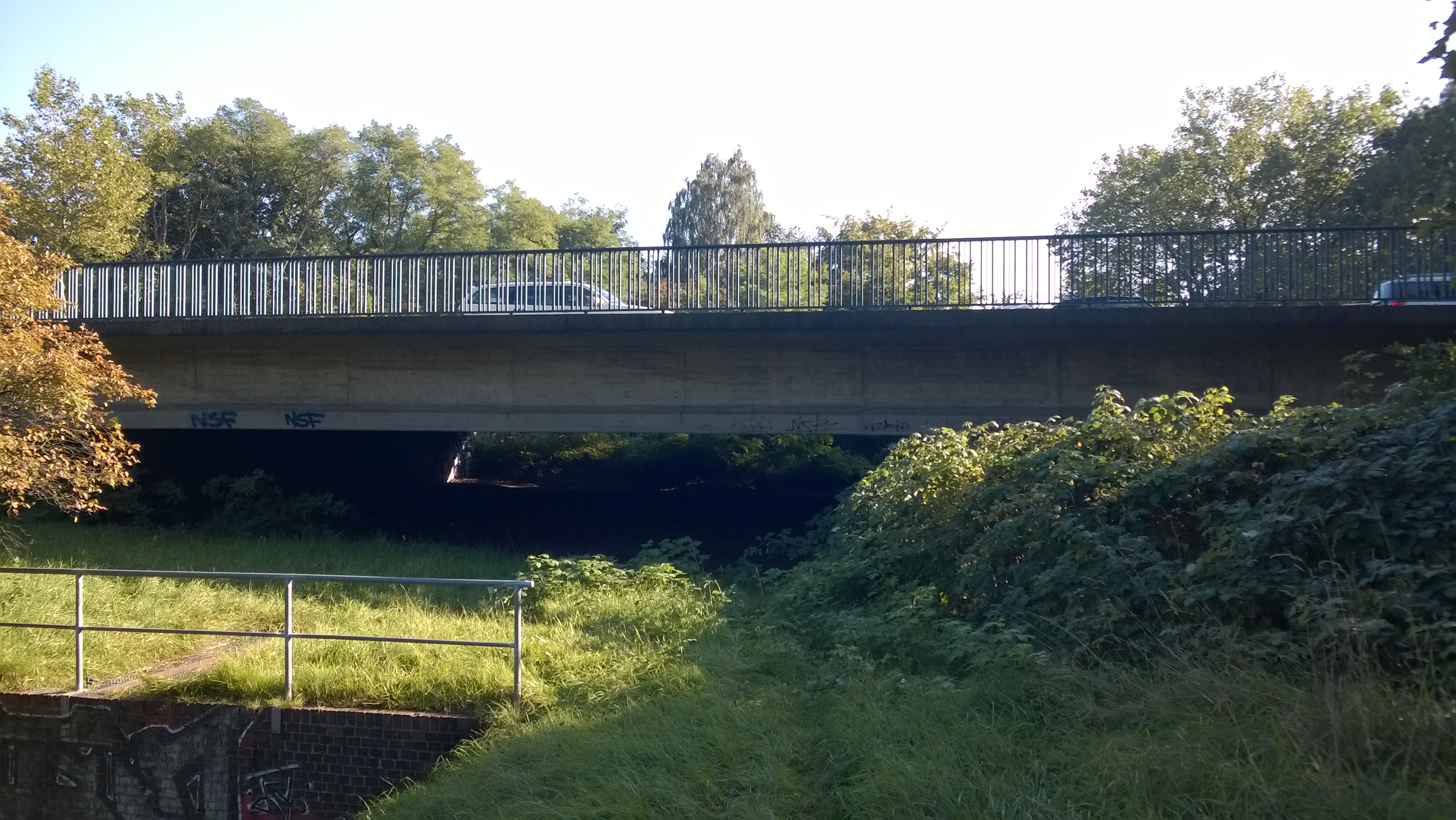
아우토반 25호선의 실제 모습